# In God's Country
«In God's Country» es una canción de la banda de rock irlandesa U2 y es la séptima pista de su álbum de estudio de 1987 The Joshua Tree.

## Lanzamiento como sencillo
En enero de 1988 se edita en Estados Unidos y Canadá "In God's Country" (que alcanza el top 44) pero no en Reino Unido ni en Europa. En lugar de este sencillo, en Nueva Zelanda y Australia se editó One Tree Hill. Ambos sencillos comparten la misma foto.

## Temática
El título de la canción parece hacer referencia a los Estados Unidos, tema que aparece una y otra vez en el disco. Si en Bullet the Blue Sky se hace una clara crítica hacia este país, en In God’s Country podemos ver una imagen del desierto. “Tiene algo espiritual”, dice The Edge. “Lo tiene el disco, tiene algo de misterio”.
“El desierto fue inmensamente inspirador para nosotros en este disco, fue como una imagen mental”, añade Adam Clayton. “La gente solo considera el desierto por su apariencia, como un lugar estéril, lo que es verdad. Pero si lo piensas bien, es una imagen positiva, porque puedes hacer muchas cosas con un lienzo en blanco, que es lo realmente que es”.
Podemos ver cierta analogía entre lo que dice Adam sobre el desierto y Estados Unidos: un país surgido de la nada, creado a sí mismo, que los americanos han ido pintando poco a poco. In God’s Country nos muestra a Estados Unidos como un desierto:
Desert rose, dreamed I saw a desert rose
Dress torn in ribbons and bows
Like a siren she calls (to me)
Y siendo un país en constante crecimiento, Bono nos muestra que tal vez puedan volver a resurgir con más y mejores valores.